# Calliste à nuque verte
Tangara fucosa
Espèce
Statut de conservation UICN

 NT  : Quasi menacé
Le Calliste à nuque verte (Tangara fucosa) est une espèce d'oiseaux de la famille des Thraupidae.

## Répartition
Il vit dans la Serranía del Sapo, le parc national de Darién et la Serranía del Darién.